# Noreste del río Cape Fear

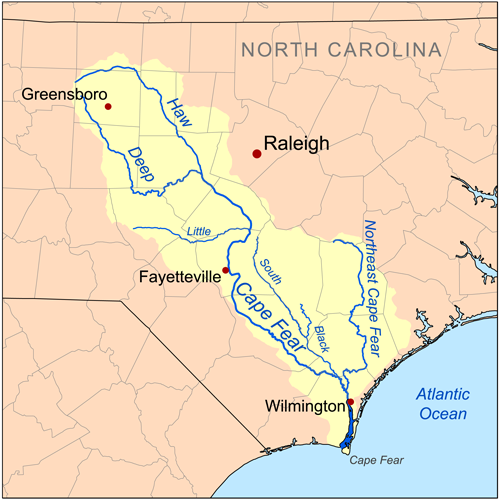
Noreste de Cape Fear.

El noreste del río Cape Fear es un afluente del río de aguas negras del río Cape Fear, aproximadamente de 130 millas (209 kilómetros) de largo, en el sureste de Carolina del Norte en los Estados Unidos.
Comienza en el sureste del condado de Wayne, aproximadamente 10 millas (16 km) al sur de Goldsboro y fluye hacia el sur, más allá de Albertson y Chinquapin. En el Condado de Pender cerca de la costa del Atlántico, pasa a lo largo del lado oeste de la Ciénaga de Angola y Holly Refugio. Se une al río Cape Fear en el extremo norte de Wilmington, formando un estuario que surge en Cape Fear. Cuanto Lo más bajo son 50 millas (80 km).
El río y su valle son el hogar de una variedad de flora interesante y poco común y fauna, incluyendo el palmito, el ciprés, el cocodrilo, el pájaro carpintero y Amia calva.